# Maurice Cullaz
Maurice Cullaz (Annecy, aprile 1912 – Parigi, 30 ottobre 2000) è stato un giornalista francese.

## Biografia
Maurice Cullaz, presidente della Jazz Academy, poi reporter della rivista  Jazz Hot  - di cui è stato cofondatore nel 1935, era editorialista di France Inter.
Uno dei pochi a difendere il jazz, ha aiutato a scoprire le voci dei grandi nomi di oggi: Sonny Rollins, Duke Ellington, Billie Holiday, Charlie Parker, Miles Davis, Sarah Vaughan, James Brown o anche Dee Dee Bridgewater, la quale gli ha reso un commovente omaggio all'apertura della 17ª edizione del festival jazz in Turenna.
Pioniere della scoperta del Gospel in Europa, identificò immediatamente in Liz McComb un risveglio di questa musica spingendola a fondare a Parigi il quartetto "Salmi".
Con sua moglie Yvonne Chalant, soprannominata Vonette, scrisse molti libri (Guide des Disques, Gospel) e tradusse autobiografie (tra cui Billie Holiday e Sidney Bechet), saggi (L'Aventure du jazz, di James Linton Collier) o testi di Chester Himes.

In Smoothie (1992), un film a lui dedicato dall'amico Jean-Henri Meunier, il chitarrista e cantante George Benson dice al presidente: 
James Brown ha anche testimoniato con passione: 

Durante un recital Ray Charles, sentendo un'esplosione di giubilo sfuggire dalle prime file, inserì affettuosamente, tra due accordi, la strofa: 
Padre del chitarrista Pierre Cullaz, perse successivamente altri due dei suoi figli, sua figlia Catherine, poi il figlio contrabbassista, Alby Cullaz, nel 1998.
Maurice Cullaz appare nel film documentario di Julian Benedikt: Blue Note - A Story of Modern Jazz

## Filmografia
- Smoothie: film su e per Maurice Cullaz, regia di Jean-Henri Meunier (1992)
- Blue Note - A Story of Modern Jazz, regia di Julian Benedikt (1997)

## Onorificenze
- Fu nominato commendatore dell'Ordine delle Arti e delle Lettere durante la promozione del 28 maggio 1997.[6]